# 다극 교환 상호작용
LaFeAsO, PrFe4P12, YbRu2Ge2, UO2, NpO2, Ce1−xLaxB6, URu2Si2 및 기타 여러 화합물과 같이 스핀-궤도 상호작용이 강한 자기 물질들은 사중극, 팔중극 등과 같은 고위 다중극으로 구성된 자기 배열을 가지는 것으로 밝혀졌다. 강한 스핀-궤도 결합으로 인해 총 각운동량 양자수 J가 1/2보다 크면 시스템에 다중극이 자동으로 도입된다. 이러한 다중극들이 어떤 교환 메커니즘에 의해 결합되면, 이 다중극들은 기존의 스핀 1/2 하이젠베르크 문제처럼 어떤 순서를 가지려는 경향이 있다. 다중극 정렬을 제외하고 많은 숨겨진 순서 현상들이 다중극 상호작용과 밀접하게 관련되어 있다고 여겨진다.

## 텐서 연산자 전개

### 기본 개념
{\displaystyle |j,m_{j}\rangle }로 구성된 힐베르트 공간을 가진 양자 역학 시스템을 고려하자. 여기서 {\displaystyle j}는 총 각운동량이고 {\displaystyle m_{j}}는 양자화 축에 대한 그 투영이다. 그러면 모든 양자 연산자는 {\displaystyle (2j+1)} 차원의 행렬로 {\displaystyle \lbrace |j,m_{j}\rangle \rbrace } 기저 집합을 사용하여 표현될 수 있다. 따라서 {\displaystyle (2j+1)^{2}} 행렬을 정의하여 이 힐베르트 공간의 모든 양자 연산자를 완전히 전개할 수 있다. J=1/2를 예로 들면, 양자 연산자 A는 다음과 같이 전개될 수 있다.
{\displaystyle A={\begin{bmatrix}1&2\\3&4\end{bmatrix}}=1{\begin{bmatrix}1&0\\0&0\end{bmatrix}}+2{\begin{bmatrix}0&1\\0&0\end{bmatrix}}+3{\begin{bmatrix}0&0\\1&0\end{bmatrix}}+4{\begin{bmatrix}0&0\\0&1\end{bmatrix}}=1L_{1,1}+2L_{1,2}+3L_{2,1}+4L_{2,2}}
분명히 행렬 {\displaystyle L_{ij}=|i\rangle \langle j|}는 연산자 공간에서 기저 집합을 형성한다. 이 힐베르트 공간에 정의된 모든 양자 연산자는 {\displaystyle \lbrace L_{ij}\rbrace } 연산자에 의해 확장될 수 있다. 다음에서는 양자 상태의 고유 기저와 구별하기 위해 이러한 행렬을 초 기저(super basis)라고 부른다. 특히 위 초 기저 {\displaystyle \lbrace L_{ij}\rbrace }는 상태 {\displaystyle |i\rangle }와 {\displaystyle |j\rangle } 사이의 전이를 설명하므로 전이 초 기저(transition super basis)라고 부를 수 있다. 사실, 이것이 유일한 초 기저는 아니다. 파울리 행렬과 항등 행렬을 사용하여 초 기저를 형성할 수도 있다.
{\displaystyle A={\begin{bmatrix}1&2\\3&4\end{bmatrix}}={\frac {5}{2}}{\begin{bmatrix}1&0\\0&1\end{bmatrix}}+{\frac {i}{2}}{\begin{bmatrix}0&i\\-i&0\end{bmatrix}}+{\frac {3}{2}}{\begin{bmatrix}-1&0\\0&1\end{bmatrix}}+{\frac {5}{2}}{\begin{bmatrix}0&1\\1&0\end{bmatrix}}={\frac {5}{2}}I+{\frac {i}{2}}\sigma _{y}+{\frac {3}{2}}\sigma _{z}+{\frac {5}{2}}\sigma _{x}}
{\displaystyle \sigma _{x},\sigma _{y},\sigma _{z}}의 회전 특성이 입방 조화 함수 {\displaystyle T_{x},T_{y},T_{z}}의 1차 텐서와 동일한 규칙을 따르고 항등 행렬 {\displaystyle I}가 0차 텐서 {\displaystyle T_{s}}와 동일한 규칙을 따르므로, 기저 집합 {\displaystyle \lbrace I,\sigma _{x},\sigma _{y},\sigma _{z}\rbrace }를 입방 초 기저(cubic super basis)라고 부를 수 있다. 일반적으로 사용되는 또 다른 초 기저는 {\displaystyle \sigma _{x},\ \sigma _{y}}를 승강 연산자 {\displaystyle \lbrace I,\sigma _{-1},\sigma _{0},\sigma _{+1}\rbrace }로 대체하여 구성된 구면 조화 초 기저이다.
{\displaystyle A={\begin{bmatrix}1&2\\3&4\end{bmatrix}}={\frac {5}{2}}{\begin{bmatrix}1&0\\0&1\end{bmatrix}}+2{\begin{bmatrix}0&1\\0&0\end{bmatrix}}+{\frac {3}{2}}{\begin{bmatrix}-1&0\\0&1\end{bmatrix}}-3{\begin{bmatrix}0&0\\-1&0\end{bmatrix}}={\frac {5}{2}}I+2\sigma _{+1}+{\frac {3}{2}}\sigma _{0}-3\sigma _{-1}}
다시 말하지만, {\displaystyle \sigma _{-1},\sigma _{0},\sigma _{+1}}는 1차 구면 조화 텐서 {\displaystyle Y_{-1}^{1},Y_{0}^{1},Y_{-1}^{1}}와 동일한 회전 특성을 공유하므로 구면 초 기저(spherical super basis)라고 불린다.
원자 오비탈 {\displaystyle s,p,d,f}도 구면 또는 입방 조화 함수로 설명되므로, 이러한 연산자는 본질적으로 공간 함수가 아니라 행렬임에도 불구하고 원자 오비탈의 파동 함수를 사용하여 상상하거나 시각화할 수 있다.
만약 우리가 문제를 {\displaystyle J=1}로 확장한다면, 초 기저를 형성하기 위해 9개의 행렬이 필요할 것이다. 전이 초 기저의 경우 {\displaystyle \lbrace L_{ij};i,j=1\sim 3\rbrace }를 가진다. 입방 초 기저의 경우 {\displaystyle \lbrace T_{s},T_{x},T_{y},T_{z},T_{xy},T_{yz},T_{zx},T_{x^{2}-y^{2}},T_{3z^{2}-r^{2}}\rbrace }를 가진다. 구면 초 기저의 경우 {\displaystyle \lbrace Y_{0}^{0},Y_{-1}^{1},Y_{0}^{1},Y_{-1}^{1},Y_{-2}^{2},Y_{-1}^{2},Y_{0}^{2},Y_{1}^{2},Y_{2}^{2}\rbrace }를 가진다. 군론에서 {\displaystyle T_{s}/Y_{0}^{0}}는 스칼라 또는 0차 텐서라고 불리고, {\displaystyle T_{x,yz,}/Y_{-1,0,+1}^{1}}는 쌍극자 또는 1차 텐서라고 불리며, {\displaystyle T_{xy,yz,zx,x^{2}-y^{2},3z^{2}-r^{2}}/Y_{-2,-1,0,+1,+2}^{2}}는 사중극자 또는 2차 텐서라고 불린다.
이 예시는 {\displaystyle J}-다중항 문제에 대해 모든 차수 {\displaystyle 0\sim 2J} 텐서 연산자가 완전한 초 기저를 형성하는 데 필요하다는 것을 알려준다. 따라서 {\displaystyle J=1} 시스템의 밀도 행렬은 사중극 성분을 포함해야 한다. 이것이 {\displaystyle J>1/2} 문제가 시스템에 자동으로 고차 다중극을 도입하는 이유이다.

### 공식적 정의

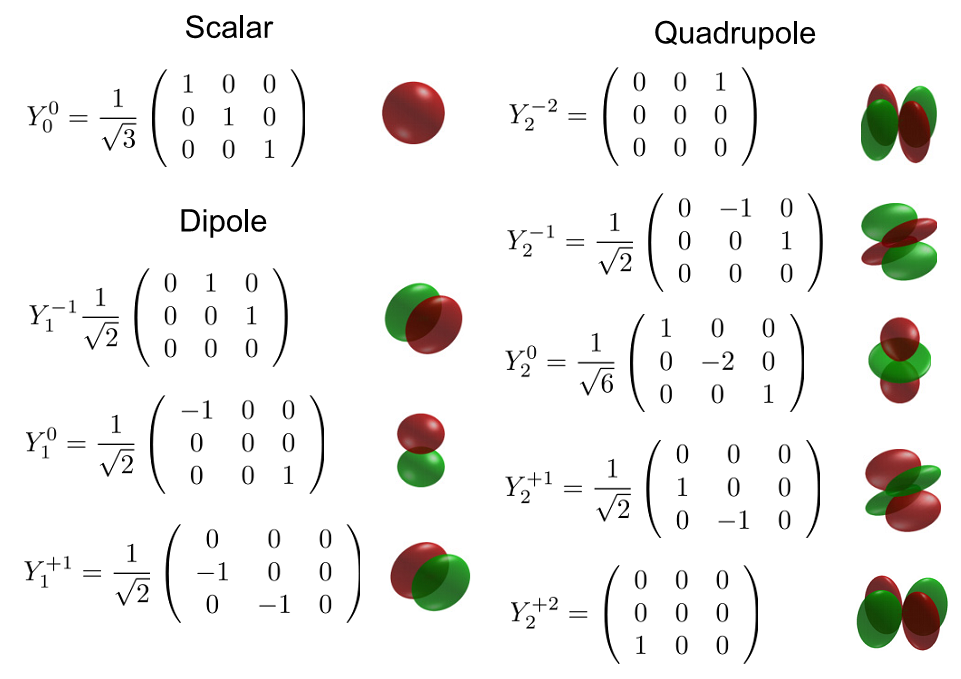

{\displaystyle J}-다중항 문제의 구면 조화 초 기저의 일반적인 정의는 다음과 같이 표현될 수 있다.
{\displaystyle Y_{K}^{Q}(J)=\sum _{MM^{\prime }}(-1)^{J-M}(2K+1)^{1/2}\times \left({\begin{matrix}J&J&K\\M^{^{\prime }}&-M&Q\end{matrix}}\right)|JM\rangle \langle JM^{^{\prime }}|,}
여기서 괄호는 3-j 기호를 나타낸다; K는 {\displaystyle 0\sim 2J} 범위의 차수이고; Q는
-K부터 +K까지의 K차수의 투영 지수이다. 모든 텐서 연산자가 헤르미트(hermitian)인 입방 조화 초 기저는 다음과 같이 정의될 수 있다.
{\displaystyle T_{K}^{Q}={\frac {1}{\sqrt {2}}}[(-1)^{Q}Y_{K}^{Q}(J)+Y_{K}^{-Q}(J)]}
{\displaystyle T_{K}^{-Q}={\frac {i}{\sqrt {2}}}[Y_{K}^{Q}(J)-(-1)^{Q}Y_{K}^{-Q}(J)]}
그러면 {\displaystyle J}-다중항 힐베르트 공간에 정의된 모든 양자 연산자 {\displaystyle A}는 다음과 같이 전개될 수 있다.
{\displaystyle A=\sum _{K,Q}\alpha _{K}^{Q}Y_{K}^{Q}=\sum _{K,Q}\beta _{K}^{Q}T_{K}^{Q}=\sum _{i,j}\gamma _{i,j}L_{i,j}}
여기서 전개 계수는 트레이스 내적을 통해 얻을 수 있다. 예를 들어 {\displaystyle \alpha _{K}^{Q}=Tr[AY_{K}^{Q\dagger }]}이다.
확실히, 이러한 연산자들의 선형 결합을 통해 다른 대칭성을 갖는 새로운 초 기저를 형성할 수 있다.

### 다중 교환 설명
텐서 연산자의 덧셈 정리를 사용하면, n차 텐서와 m차 텐서의 곱은 n+m ~ |n-m| 차수의 새로운 텐서를 생성할 수 있다. 따라서 고차 텐서는 저차 텐서의 곱으로 표현될 수 있다. 이 표기는 고차 다중극 교환 항을 쌍극자(또는 유사 스핀)의 "다중 교환" 과정으로 해석하는 데 유용하다. 예를 들어, {\displaystyle J=1}의 구면 조화 텐서 연산자의 경우, 다음과 같다.
{\displaystyle Y_{2}^{-2}=2Y_{1}^{-1}Y_{1}^{-1}}
{\displaystyle Y_{2}^{-1}={\sqrt {2}}(Y_{1}^{-1}Y_{1}^{0}+Y_{1}^{0}Y_{1}^{-1})}
{\displaystyle Y_{2}^{0}={\sqrt {24}}/6(Y_{1}^{-1}Y_{1}^{+1}+2Y_{1}^{0}Y_{1}^{0}+Y_{1}^{+1}Y_{1}^{-1})}
{\displaystyle Y_{2}^{+1}={\sqrt {2}}(Y_{1}^{0}Y_{1}^{+1}+Y_{1}^{+1}Y_{1}^{0})}
{\displaystyle Y_{2}^{+2}=2Y_{1}^{+1}Y_{1}^{+1}}
그렇다면 사중극-사중극 상호작용(다음 절 참조)은 두 단계 쌍극자-쌍극자 상호작용으로 간주될 수 있다. 예를 들어, {\displaystyle Y_{2_{i}}^{+2_{i}}Y_{2_{j}}^{-2_{j}}=4Y_{1_{i}}^{+1_{i}}Y_{1_{i}}^{+1_{i}}Y_{1_{j}}^{-1_{j}}Y_{1_{j}}^{-1_{j}}}이므로, 사이트 {\displaystyle i}에서의 한 단계 사중극 전이 {\displaystyle Y_{2_{i}}^{+2_{i}}}는 이제 두 단계 쌍극자 전이 {\displaystyle Y_{1_{i}}^{+1_{i}}Y_{1_{i}}^{+1_{i}}}가 된다. 따라서 사이트 간 교환뿐만 아니라 사이트 내 교환 항도 나타난다(이른바 다중 교환). 만약 {\displaystyle J}가 훨씬 더 크다면, 더 복잡한 사이트 내 교환 항이 나타날 수 있다. 그러나 이것은 섭동 전개가 아니라 단지 수학적 기술이라는 점에 유의해야 한다. 고차 항이 저차 항보다 반드시 작지는 않다. 많은 시스템에서 고차 항이 저차 항보다 더 중요하다.

## 다극 교환 상호작용

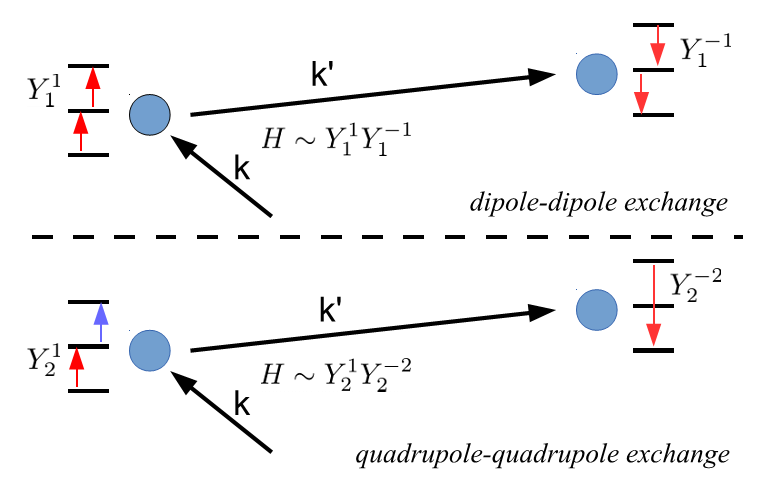

시스템에서 두 자기 모멘트 간에 교환 상호작용을 유도하는 네 가지 주요 메커니즘이 있다. 1). 직접 교환 2). RKKY 3). 초교환 4). 스핀-격자. 어느 메커니즘이 지배적이든, 교환 상호작용의 일반적인 형태는 다음과 같이 쓸 수 있다.
{\displaystyle H=\sum _{ij}\sum _{KQ}C_{K_{i}K_{j}}^{Q{i}Q_{j}}T_{K_{i}}^{Q_{i}}T_{K_{j}}^{Q_{j}}}
여기서 {\displaystyle i,j}는 사이트 인덱스이며, {\displaystyle C_{K_{i}K_{j}}^{Q{i}Q_{j}}}는 두 다중극 모멘트 {\displaystyle T_{K_{i}}^{Q_{i}}}와 {\displaystyle T_{K_{j}}^{Q_{j}}}를 결합하는 결합 상수이다. {\displaystyle K}가 1로만 제한되면 해밀턴은 기존 하이젠베르크 모형으로 환원된다는 것을 즉시 알 수 있다.
다극 교환 해밀턴의 중요한 특징은 그 이방성이다. 결합 상수 {\displaystyle C_{K_{i}K_{j}}^{Q{i}Q_{j}}}의 값은 일반적으로 두 다중극 사이의 상대적인 각도에 매우 민감하다. 동질 시스템에서 결합 상수가 등방성인 기존 스핀만 있는 교환 해밀턴과 달리, 시스템의 자기 모멘트에 결합하는 고도로 이방성인 원자 오비탈(s,p,d,f 파동 함수의 모양을 상기하자)은 동질 시스템에서도 엄청난 이방성을 필연적으로 도입할 것이다. 이것이 대부분의 다중극 질서가 비선형인 경향이 있는 주요 이유 중 하나이다.

## 다극 모멘트의 반강자성

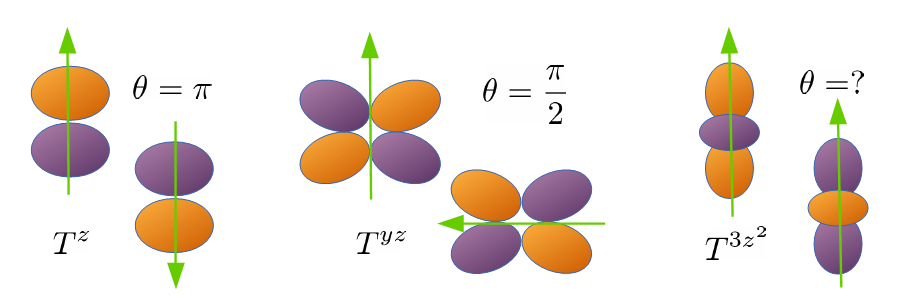
다중극 위상 뒤집기

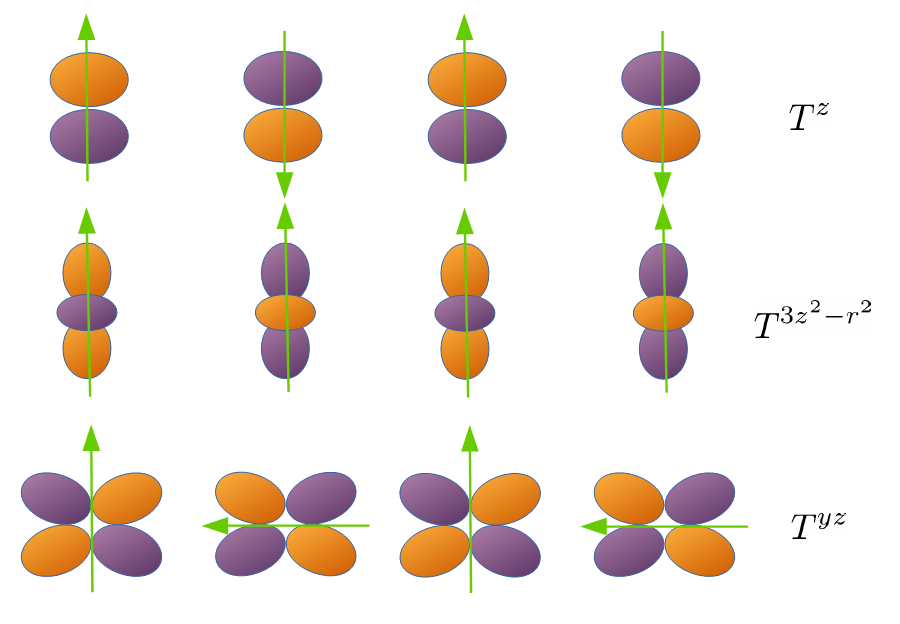
다양한 다중극의 AFM 정렬 사슬.

강자성 배열에서 두 이웃 사이트의 자화 축을 뒤집음으로써 반강자성을 정의할 수 있는 자기 스핀 배열과는 달리, 다중극의 자화 축을 뒤집는 것은 보통 의미가 없다. 예를 들어 {\displaystyle T_{yz}} 모멘트를 보면, y축 방향으로 {\displaystyle \pi } 회전하여 z축을 뒤집는다고 해도 아무것도 바뀌지 않는다. 따라서, 제안된 반강자성 다중극 배열의 정의는 위상을 {\displaystyle \pi }만큼 뒤집는 것이다. 즉, {\displaystyle T_{yz}\rightarrow e^{i\pi }T_{yz}=-T_{yz}}이다. 이런 관점에서, 반강자성 스핀 배열은 이 정의의 특수한 경우일 뿐이다. 즉, 쌍극자 모멘트의 위상을 뒤집는 것은 자화 축을 뒤집는 것과 동등하다. {\displaystyle T_{yz}}와 같은 고차 다중극의 경우, 실제로는 {\displaystyle \pi /2} 회전이 되고, {\displaystyle T_{3z^{2}-r^{2}}}의 경우 어떤 종류의 회전도 아니다.

## 결합 상수 계산
다극 교환 상호작용의 계산은 여러 면에서 여전히 어려운 문제로 남아있다. 비록 실험 데이터와 모형 해밀턴을 맞추는 데 기반한 많은 연구가 있었지만, 초기 원리 계획에 기반한 결합 상수의 예측은 여전히 부족하다. 현재 다극 교환 상호작용을 탐구하기 위해 초기 원리 접근 방식을 구현한 두 가지 연구가 있다. 초기 연구는 80년대에 개발되었다. 이 연구는 RKKY 메커니즘에 의해 유도되는 결합 상수의 복잡성을 크게 줄일 수 있는 평균장 접근 방식에 기반하며, 따라서 다극 교환 해밀턴은 몇 가지 미지수 매개변수로 설명될 수 있고 실험 데이터와 맞춰서 얻을 수 있다. 이후, 미지수 매개변수를 추정하기 위한 초기 원리 접근 방식이 추가로 개발되었고 세륨 모노닉타이드와 같은 일부 선택된 화합물과 잘 일치하였다. 또 다른 초기 원리 접근 방식도 최근 제안되었다. 이 접근 방식은 모든 정적 교환 메커니즘에 의해 유도되는 모든 결합 상수를 일련의 DFT+U 총 에너지 계산에 매핑하고 이산화 우라늄과 일치하는 결과를 얻었다.